# Agata Wawrzyńczyk
Agata Wawrzyńczyk (* 31. Januar 1992 in Ujanowice als Agata Oleksy) ist eine polnische Volleyball- und Beachvolleyballspielerin.

## Karriere Halle
Wawrzyńczyk spielte zunächst bei Piast Szczecin und bei Chemik Police. 2015 wechselte die Außenangreiferin zu ŁKS Łódź, mit dem sie 2016 in die höchste polnische Liga aufstieg. 2018 wurde Wawrzyńczyk mit Łódź Vizemeisterin und stand im Pokalfinale, 2019 gewann sie mit dem Verein die polnische Meisterschaft. Zwei Jahre später reichte es noch zum dritten Platz in der Liga und im Pokal. In der Champions League wurde der Sportclub aus der viertgrößten polnischen Stadt in der Saison 2018/19 mit nur einem Sieg im Pool D Letzter. In der Spielzeit 2020/21 reichte ein zweiter Platz in der Gruppe C nicht zum Weiterkommen, da sich nur die drei besten Zweitplatzierten aus fünf Gruppen für das Viertelfinale qualifizierten.

## Karriere Beach
Wawrzyńczyk spielte 2011 bei Mysłowice Open ihr erstes internationales Turnier der FIVB World Tour. Bei der U20-Europameisterschaft in Tel Aviv wurden Wawrzyńczyk/Kozinska Siebte. Im folgenden Jahr belegten sie bei der U23-EM in Assen den 13. Platz. Mit Agnieszka Gruczek nahm Wawrzyńczyk in Stare Jabłonki erstmals an einem Grand Slam teil. Zur Junioren-WM in Halifax trat sie mit Paulina Stasiak an und wurde Neunte. 2013 bildete sie ein neues Duo mit Renata Bekier. Bekier/Wawrzyńczyk kamen bei der U23-WM in Mysłowice auf den neunten Rang. Bei der WM 2013 in Stare Jabłonki schieden Bekier/Wawrzyńczyk trotz eines Sieges über die Italienerinnen Gioria/Giombini nach der Vorrunde aus. Während ihre Partnerin danach ihre Karriere beendete, nahm Wawrzyńczyk im gleichen Jahr mit Jagoda Gruszczyńska an der Europameisterschaft der unter Zweiundzwanzigjährigen teil und erreichte mit ihr den geteilten fünften Platz. 2018, 2021 und 2023 starteten Magdalena Saad und Agata Wawrzyńczyk ausschließlich bei nationalen Turnieren. Sie standen drei Mal auf der obersten Stufe des Podests, wurden neben der polnischen Vizemeisterschaft 2021 zwei weitere Male Zweite und fünf Mal Dritte.